# Blaps
Genre
Synonymes
Acanthoblaps Reitter, 1889
Agroblaps Motschoulsky, 1860
Blapidurus Fairmaire, 1891
Blapimorpha Motschoulsky, 1860
Blapisa Motschoulsky, 1860
Dineria Motschoulsky, 1860
Leptocolena Allard, 1881
Leptomorpha Faldermann, 1835
Lithoblaps Motschoulsky, 1860
Plaps Zschach, 1778
Platyblaps Motschoulsky, 1860
Prosoblapsia Skopin & Kaszab, 1978
Rhizoblaps Motschoulsky, 1860
Uroblaps Motschoulsky, 1860
Blaps est un genre de coléoptères saprophages et nécrophages de la famille des Tenebrionidae. Les espèces du genre Blaps sont présentes sur tous les continents, sauf en Antarctique.

## Taxonomie
Le genre Blaps est décrit en 1775 par l'entomologiste danois Johan Christian Fabricius.
Publication originale
- Fabricius, Johann C. 1775. Systema Entomologiae: sistens insectorvm classes, ordines, genera, species, adiectis synonymis, locis, descriptionibvs, observationibvs. Officina Libraria Kortii, Flensburgi et Lipsiae.: i–xvi; 1–832.

Synonymes
- Acanthoblaps Reitter, 1889
- Agroblaps Motschoulsky, 1860
- Blapidurus Fairmaire, 1891
- Blapimorpha Motschoulsky, 1860
- Blapisa Motschoulsky, 1860
- Dineria Motschoulsky, 1860
- Leptocolena Allard, 1881
- Leptomorpha Faldermann, 1835
- Lithoblaps Motschoulsky, 1860
- Plaps Zschach, 1778
- Platyblaps Motschoulsky, 1860
- Prosoblapsia Skopin & Kaszab, 1978
- Rhizoblaps Motschoulsky, 1860
- Uroblaps Motschoulsky, 1860

## Espèces
- Blaps abbreviata Menetries, 1836
- Blaps abdita Picka, 1978
- Blaps alternans Brulle, 1838
- Blaps bedeli Chatanay, 1914
- Blaps bipunctata Allard, 1880
- Blaps brevicornis Seidlitz, 1893
- Blaps foveicollis Allard, 1880
- Blaps gibba Laporte de Castelnau, 1840
- Blaps gigas (Linnaeus, 1767)
- Blaps graeca Solier, 1848
- Blaps halophila Fischer de Waldheim, 1820
- Blaps hispanica Solier, 1848
- Blaps holconota
- Blaps indagator Reiche, 1857
- Blaps kollari Seidlitz, 1893
- Blaps lethifera Marsham, 1802
- Blaps lusitanica Herbst, 1799
- Blaps milleri Seidlitz, 1893
- Blaps mortisaga (Linnaeus, 1758)
- Blaps mucronata Latreille, 1804 (cellar beetle)
- Blaps nitens Laporte de Castelnau, 1840
- Blaps ocreata Allard, 1880
- Blaps oertzeni Seidlitz, 1893
- Blaps orbicollis Motschulsky, 1845
- Blaps parvicollis Zoubkoff, 1829
- Blaps planicollis Motschulsky, 1845
- Blaps polychresta (Forskl, 1775)
- Blaps pruinosa Faldermann, 1833
- Blaps putrida Motschulsky, 1845
- Blaps robusta Motschulsky, 1845
- Blaps sinuaticollis Solier, 1848
- Blaps songorica Fischer de Waldheim, 1844
- Blaps splichali Gebien, 1913
- Blaps striola (Motschulsky, 1860)
- Blaps sulcata Laporte de Castelnau, 1840
- Blaps taeniolata Menetries, 1832
- Blaps tibialis Reiche, 1857
- Blaps waltli Seidlitz, 1893